# Музей на Националния център за карти и картографско наследство
Музеят на Националния център за карти и картографско наследство (на гръцки: Αρχείο Χαρτογραφικής Κληρονομιάς) е музей, разположен в Горния град на големия македонски град Солун, Гърция.
Основан е в 1994 година с цел запазване и архивиране, консервация, популяризиране и излагане на карти. Музеят изучава образователната, културната и социалната роля на картите. Музеят си сътрудничи на научно и технологично ниво с държавни и международни институции, като организира постоянни и пътуващи изложби, съпътствани с каталози, организира семинари и конференции и често използва частни или държавни картографски колекции.
От февруари 1999 година музеят се помещава в двуетажна сграда в Горния град на Солун, която е паметник на културата. На първия етаж се помещават научният и административният отдел, а на втория етаж е постоянно изложбено пространство, в което често се организират постоянни и временни картографски изложби. Музеят има архив от 1000 карти, които са дигитализирани в база данни.
От 1 до 12 ноември 1999 година се провежда изложба на шест карти на Европа от XIX век, пет детски карти и някои редки карти на Сотирис Зисис, самоук солунски картограф. Други изложби, организирани от музея са „История на картите“, „Карти на портове в градове в Гърция в XX век“, „Гръцката картография в Солун в XX век“ и други.
- Карти на Европа
- Детски карти
- Редки карти на самоук солунски картограф